# Ludwig von Voß
Ludwig, auch Louis von Voß, (* 29. Januar 1775 in Duisburg; † 5. Oktober 1835 in Breslau) war Doktor der Philosophie und Gründer gemeinnütziger Stiftungen; als Offizier der Artillerie war er Direktor des preußischen Lazarettwesens in den Befreiungskriegen. Als Schriftsteller beschäftigte sich mit populärwissenschaftlichen und medizinischen Themen.

## Jugend und Militär
Friedrich Wilhelm Johann Ludwig von Voß kam als Sohn des Abraham von Voß am 29. Januar 1775 in Duisburg zur Welt, wo er sich bis zu seinem 17. Lebensjahr aufhielt und philosophische Studien an der Universität trieb. Danach ging er mit einer Empfehlung des preußischen Großkanzlers Heinrich Julius von Goldbeck nach Berlin.
Er trat beim Feld-Artilleriekorps ein und nahm 1795 in den Feldzügen des Koalitionskriegs an der Belagerung von Mainz teil, wobei er dem späteren Feldmarschall Blücher durch rechtzeitige Drehung einer Kanone das Leben rettete. Am 13. Oktober 1797 wurde er Seconde-Leutnant.
Mit einer Arsenik-Vergiftung, die ihm durch einen französischen Spion zugefügt worden war, kam er in das Lazarett von Worms. Die dortigen unhaltbaren Zustände veranlassten ihn dazu, über eine Reform der Gesundheitsversorgung für Soldaten nachzudenken. In seiner Freizeit beschäftigte er sich mit naturwissenschaftlichen Studien und legte im Jahr 1803 gemeinsam mit dem Artillerie-Hauptmann, Ingenieur und Kartographen Karl Neander von Petersheiden (1761–1842) einen Plan für die Beleuchtung von Berlin vor. Einen Preis erhielt er für eine Schrift zur Einrichtung eines Gesinde-Instituts.
1806 nahm er am Krieg gegen die nach Preußen vorrückenden Franzosen teil, wurde jedoch wegen seines schlechten Gesundheitszustandes von der Dienstpflicht entbunden und verließ die Armee am 21. Mai 1808 als Premierleutnant mit dem Recht, Armee-Uniform zu tragen. 1812 wurde er zum Hauptmann beim Feld-Lazarett in Gumbinnen ernannt.

## Gründung des Friedrichs- und des Luisenstifts
Nach der Schlacht von Jena und Auerstedt am 14. Oktober 1806 besetzten französische Truppen die Residenz Berlin und kampierten zunächst in Bivouacs, während die Offiziere in Privathäusern einquartiert wurden. Bis Ende November waren täglich mindestens 12.000, oft bis zu 30.000 Mann durchziehender oder einquartierter Truppen auf Kosten der Berliner zu versorgen. Ende des Jahres wurde die Regiments-Kaserne der reitenden Artillerie am Kupfergraben zur Unterbringung bestimmt. Die Kaserne sollte innerhalb von 24 Stunden ohne Rücksicht auf die dort wohnenden Soldatenfamilien geräumt werden, um Platz für die französischen Truppen zu schaffen.
In dieser Situation erwirkten Karl von Neander und Voß die Unterbringung der Betroffenen in der Kaserne des ersten Artillerie-Regiments. Karl von Neander übernahm die Aufsicht und erließ am 14. Februar 1807 in der Spenerschen Zeitung einen Spendenaufruf. Daraufhin gingen 9.572 Gutscheine für die sieben Jahre zuvor gegründete Armen-Suppenküche, 2.172 Brote, 992 Reichstaler und 2 Silbergroschen ein.
Am 10. März, dem Geburtstag der preußischen Königin Luise, erließ Neander einen weiteren Aufruf in der Spenerschen Zeitung zu einer Rettungs-Anstalt für hülflose Kinder beiderlei Geschlechts. Dies war die Geburtsstunde der zunächst Neandersche Stiftung genannten Fürsorge-Einrichtung, die später gemäß einer Kabinettsordre aus Königsberg vom 23. Februar 1808 Friedrichstift heißen sollte. Da die Zahl der Waisenkinder rasch anwuchs, wurden schließlich über hundert Zwei- bis Vierzehnjährige von der Stadtverwaltung in das freigewordene ehemalige Lazarettgebäude der reitenden Artillerie umgesiedelt, das Voß als Waisenhaus ausstattete. Er gab ein Badehaus und eine Krankenstation; Helferinnen übernahmen Aufsicht und Pflege. Da es an Kleidung fehlte, strickten Mädchen wie Jungen Strümpfe; aus nicht mehr benötigten Artillerie-Monturen wurden Schuluniformen gefertigt. Zur Verpflegung wurden Mehl- und Grützsuppen, Kartoffeln und Brot sowie zweimal die Woche Fleischgerichte angeboten. Im Juni 1808, als die Franzosen auch diesen Teil der Kaserne beanspruchten, wurde die Einrichtung in ein Lazarettgebäude an der Halleschen Communication verlegt.
Diese Anstalt, die auch Waisen aus der Zivilbevölkerung aufnehmen sollte, wurde mit Genehmigung der Königin vom 31. August 1807 als Luisenstift gegründet. „Der Krieg“, schrieb die Königin aus Memel, „der so viel unvermeidliches Uebel über die Nation brachte, […] hat auch manche Frucht zur Reife gebracht und für so vieles Gute den Saamen ausgestreut. Vereinigen wir uns, ihn mit Sorgfalt zu pflegen, so dürfen wir hoffen, den Verlust der Macht durch Gewinn an Tugend reichlich zu ersetzen.“
Beide Einrichtungen, das Friedrichsstift (gegründet 1808) und das Luisenstift (gegründet 1807) sowie die in Form einer Einrichtung der Jugendhilfe noch immer existierende Luisen-Stiftung (gegründet 1811) finden sich ihrem Zustand um 1830 entsprechend in Leopold von Zedlitz-Neukirch‘ Neustem Conversations-Handbuch für Berlin und Potsdam ausführlich beschrieben. Zugunsten des Friedrichsstifts wurden alljährlich Benefiz-Konzerte gegeben; auch für die anderen Einrichtungen wurden zu patriotischen und christlichen Feiertagen Spendensammlungen veranstaltet.
Ihren Zweck fasste Voß im Vorwort seiner Geschichte des Friedrichs-Stiftes in Berlin in die Worte: „Ohnehin müssen wir so manche schöne Hoffnung der Zukunft und unseren Nachkommen überlassen, daß wir uns mit Recht freuen können, wenn wir unsern Kindern die Zukunft zu retten vermögen, und wenn wir für die verlassene Jugend Asyle errichten sehen, die dazu beitragen, daß die keimende Kraft der neuen Generation vor Schlaffheit und Stumpfsinn bewahret werde.“
Am 26. Februar 1809 heiratete Ludwig von Voss in Berlin Marie Dorothea Charlotte Emilie, geb. Franck (* um 1781), eine Tochter des Martin Franck.

## Schriftsteller und Generaldirektor der Lazarette
Ludwig von Voß war auch der Gründer der 1835 noch bestehenden Frauen-Vereine in Potsdam und Frankfurt (Oder). Er hielt Vorlesungen über Experimentalphysik und veröffentlichte Artikel in Zeitschriften, gelegentlich unter dem Pseudonym Jean Louis. Seine Aufsätze finden sich beispielsweise in Zeitschriften, die der Magnetiseur Karl Christian Wolfart herausgab, in Hermbstädts Bulletins sowie in den Periodika der Märkischen Ökonomischen Gesellschaften und des Vereins zur Beförderung des Gewerbefleißes in Preußen.
Obwohl er nie Medizin studiert hatte, unternahm Voß gelegentlich selbst magnetische Heilungsversuche. Wilhelm, den Sohn der Schriftstellerin Helmina von Chézy, der er einst Physikunterricht erteilt hatte, soll Voß 1823 im österreichischen Baden durch Handauflegen von einem Kropf geheilt haben.
Skeptisch über derlei Praktiken äußerte sich sein Zeitgenosse Varnhagen anlässlich des 50-jährigen Jubiläums des Friedrichstifts am 10. März 1857: „Eines der Stifter wurde mit Ehren gedacht, des verstorbenen Ludwig von Voß, das war das Beste. Wenn dieser Ludwig von Voß jetzt lebte, wie würde das Tischrücken, das Psychographen- und andres Unwesen, von ihm betrieben werden! Seine Berührung war magnetisch, sein bloßer Blick; er sah den Menschen ihre geheimsten Krankheiten an, ihre verborgensten Seelenzustände, sagte Dinge vorher etc. Dabei war er ein tüchtiger Artillerieoffizier, ein durchaus praktischer Mensch, der in viele Geschäfte thätig eingriff. Sein bleiches, sanftes, und doch krankhaft erregtes Wesen war mir sehr widrig, nicht lange konntʼ ich es in seiner Gesellschaft aushalten.“
1812 wurde Voß zum Kriegskommissar ernannt, 1813 wurde er in Frankfurt (Oder) General-Hospitaldirektor der verbündeten Heere, was er bis 1815 blieb. In diesem Amt arbeitete er eng mit Wilhelm Dorow zusammen, der 1815 von Staatskanzler Karl August von Hardenberg mit einer Inspektionsreise durch die Lazarette beauftragt wurde.
Bereits in der Champagne und in Paris, später auch in Berlin unternahm von Voß im Auftrag der Regierung lebensmittelchemische Versuche zur Entwicklung neuer Nahrungsstoffe.
Am 15. August 1815 verlieh die Universität Marburg Ludwig von Voß als dem damaligen Generaldirektor der preußischen Lazarette und der Zentralverwaltung der Lazarette der Alliierten die philosophische Doktorwürde.
Seit 1816 war Voß im Kriegsministerium zuständig für wissenschaftlich-technische Gegenstände; 1825 wurde er dem Militär-Ökonomie-Departement für besondere Aufgaben zugeteilt.
Eine lebenslange Freundschaft verband ihn mit dem Bremer Senator Arnold Gerhard Deneken. 1817 erkrankte Ludwig von Voß an einer Erweiterung der Herzader und an Lungen- und Hirn-Entzündung und nahm Kuren in Karlsbad, Teplitz und Franzensbrunn, ohne sich je wieder ganz zu erholen.

## Letzte Jahre
1832 hielt Ludwig von Voß die Festrede zum 25. Gründungsjubiläum des Friedrichstifts, das er „ein Wahrzeichen aus den unglücklichen Jahren“ nannte.
Voß verstarb in der Nacht vom 5. auf den 6. Oktober 1835 in Breslau, wohin er sich auf Anraten der Ärzte begeben hatte. Der mit Voß befreundete Dichter Heinrich Stieglitz begleitete den Sterbenden und war bei seiner Beisetzung zugegen.
Ludwig von Voß hinterließ neben seiner Witwe eine Tochter.

## Wirkung
Heinrich Stieglitz nannte Neander und Voß 1838 im Register seines Epos‘ Gruß an Berlin „in schwerer Zeit Mitbegründer des Friedrichs- und Luisenstifts“ und „in guter Zeit General-Hospitaldirector“ und fragte unter anderem:

„Ob noch das Friedrichs- und Luisenstift

Erfolgs sich rühmen darf in Wort und Schrift

Wie, damals, wo von Voß und von Neander

Getreu und bieder standen zueinander.“

## Ehrungen
- Ritter des Eisernen Kreuzes zweiter Klasse
- Träger des Russischen St. Wladimir-Ordens vierter Klasse

## Schriften
- Anonym (zusammen mit Wilhelm Dorow): Der allgemeine Hospital-Verein in Teutschland. Höret! Höret! Höret! Ohne Ort u. Verlag, April 1815. (Digitalisat)
- Anonym (zusammen mit Wilhelm Dorow): Abentheuer der edlen Gourmands und Magnetiseurs in Frankfurt a. M. Frankfurt a. M. 1815. (Digitalisat)
- Anonym: Briefe über Magnetismus, ärztliche Praxis und Gefahren der Täuschung. Zur Ehre der Wahrheit hrsg. v. D....s. Friedrich Volckmar, Frankfurt / Leipzig 1822 (Digitalisat).
- Geschichte des Friedrichs-Stiftes in Berlin. Ein Wahrzeichen aus den unglücklichen Jahren 1806 und 1807, mit beigefügtem Verzeichniß der Wohlthäter, und der Theilnehmer an der Privat-Credit und Anleihe-Kasse. Friedrich Braune, Berlin 1811; urn:nbn:de:kobv:109-1-15364179.
- Theorie der Stoffbildungen, in Übereinstimmung mit dem Mesmerismus. In: Karl Ludwig Wolfart (Hrsg.): Jahrbücher für den Lebens-Magnetismus oder neues Lebens-Askläpieion. F. A. Brockhaus, Leipzig 1819, Band 1, Heft 2, S. 72–133 (Digitalisat); Band 2, Heft 1.
- Ahnungen und Lichtblicke in Natur und Menschenleben. Carl Friedrich Flahn, Berlin 1826. (Digitalisat)